# Michauxia
Michauxia är ett släkte av klockväxter. Michauxia ingår i familjen klockväxter.
Kladogram enligt Catalogue of Life:
| Michauxia | \| \| Michauxia campanuloides \| \| \| \| \| \| Michauxia koeieana \| \| \| \| \| \| Michauxia laevigata \| \| \| \| \| \| Michauxia nuda \| \| \| \| \| \| Michauxia stenophylla \| \| \| \| \| \| Michauxia tchihatcheffii \| \| \| \| \| \| Michauxia thyrsoidea \| \| \| \| |
|           | \| \| Michauxia campanuloides \| \| \| \| \| \| Michauxia koeieana \| \| \| \| \| \| Michauxia laevigata \| \| \| \| \| \| Michauxia nuda \| \| \| \| \| \| Michauxia stenophylla \| \| \| \| \| \| Michauxia tchihatcheffii \| \| \| \| \| \| Michauxia thyrsoidea \| \| \| \| |
|           | Michauxia campanuloides |
|           | |
|           | Michauxia koeieana |
|           | |
|           | Michauxia laevigata |
|           | |
|           | Michauxia nuda |
|           | |
|           | Michauxia stenophylla |
|           | |
|           | Michauxia tchihatcheffii |
|           | |
|           | Michauxia thyrsoidea |
|           | |

## Bildgalleri

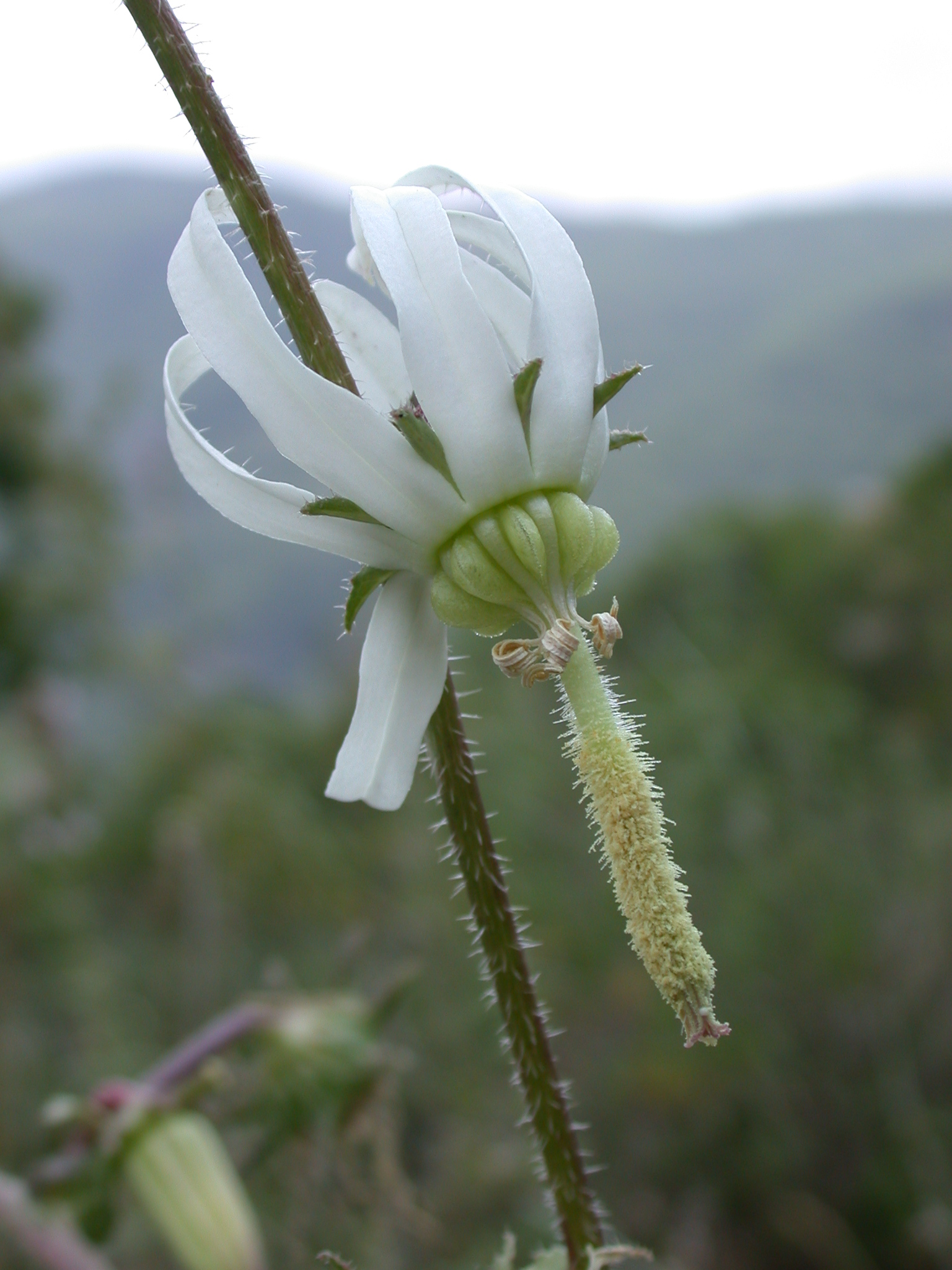
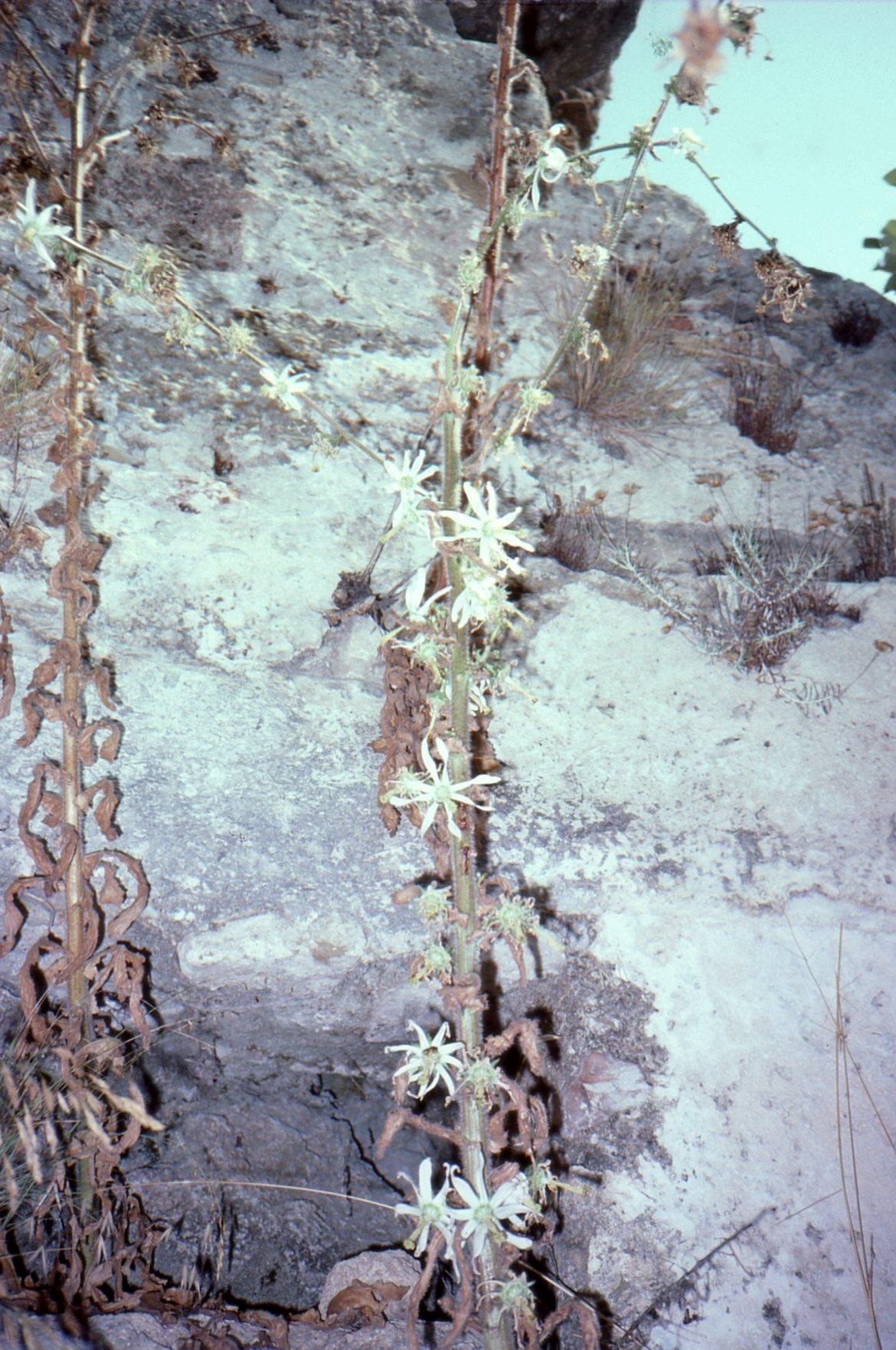
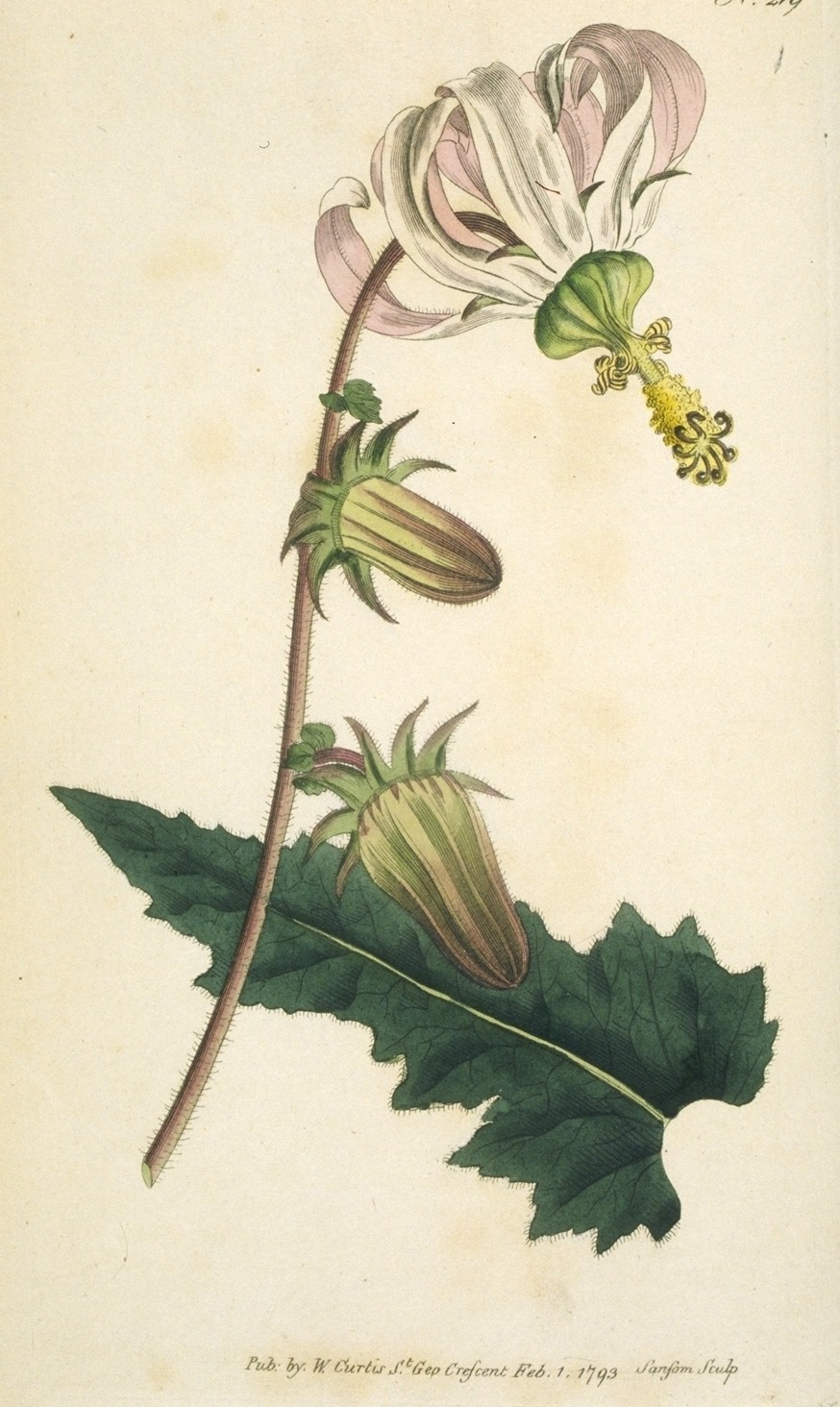
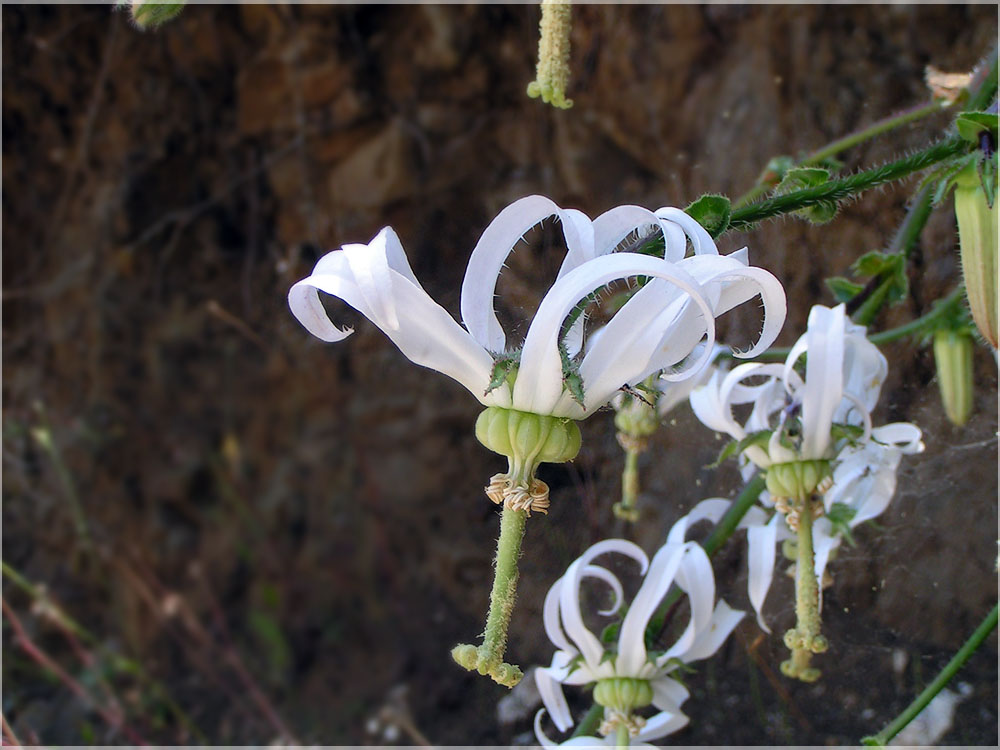